# Paul Graham Brown
Paul Graham Brown ist ein Musical-Komponist, Autor und Regisseur. Er wurde in England geboren und lebt in Berlin.

## Werdegang
Paul Graham Brown studierte Music and Dramatic Presentation an der University of Leeds. Anschließend war er für die North Kesteven District Council in England als Musical-Komponist tätig und schrieb gegen zwanzig Stücke. Während dieser Zeit war er auch musikalischer Direktor der Midlands Academy of Dance and Drama in Nottingham.
Seit dem Jahr 2005 lebt Brown in Berlin und arbeitet als Musical-Komponist, Autor und Regisseur.
Im Jahr 2020 wurde Brown künstlerischer Leiter der Schlossfestspiele Biedenkopf. Sein erstes Stück war 2021 das Musical Der Stadtbrand, für das er Musik, Liedtexte und das Buch schrieb sowie Regie führte.

## Musicals (Auswahl)
- 2001: Bonnie und Clyde
Musik, Liedtexte und Buch von Paul Graham Brown, Deutsch von Frank Felicetti
Uraufführung 13. Juli 2001, Theater Heilbronn
- 2005: Newsical
Musik von Paul Graham Brown, Liedtexte und Buch von Nina Schneider, Maja Das Gupta und Moritz Staemmler
Verschiedene Tages-Musicals im Zeitraum 2005 bis 2006, Tribüne, Berlin
- 2006: Create Your Life
Musik von Paul Graham Brown, Buch von Nina Schneider und Maja Das Gupta
Uraufführung 11. April 2006, Neuköllner Oper, Berlin
- 2007: Show Dogs!
Musik von Paul Graham Brown, Buch und Liedtexte von Nina Schneider
Uraufführung 27. Juli 2007, Abraxas Musical Akademie, München
- 2008: Der Kampf des Jahrhunderts: Max Schmeling gegen Joe Louis / The Fight of the Century: Max Schmeling v. Joe Louis
Musik und Liedtexte von Paul Graham Brown, Buch und deutsche Fassung von James Edward Lyons
Uraufführung 4. Oktober 2008, Tribüne, Berlin
- 2009: King Kong
Musical nach dem Roman von Delos W. Lovelace
Musik und Liedtexte von Paul Graham Brown, Buch und deutsche Fassung von James Edward Lyons
Uraufführung 28. August 2009, Kleines Theater am Südwestkorso, Berlin
- 2011: Dynamit!
Musical über Alfred Nobel
Musik und Buch von Paul Graham Brown, Deutsch von Nina Schneider
Uraufführung 29. Januar 2011, Kleines Theater am Südwestkorso, Berlin
- 2013: Eingefädelt – Das Musical oder: Wie Biedenkopfer Tuchhändler Philipp den Großmütigen zu befreien suchen
Musik und Liedtexte von Paul Graham Brown, Buch, Idee und Übersetzung der Liedtexte von Birgit Simmler
Uraufführung 23. August 2013, Schlossfestspiele, Biedenkopf
- 2014: Superhero
Ein Musical nach dem gleichnamigen Roman von Anthony McCarten
Musik und Liedtexte von Paul Graham Brown, Buch von Anthony McCarten, Deutsch von Nina Schneider
Uraufführung 16. Oktober 2014, Hessisches Staatstheater, Wiesbaden
- 2014: Der große Houdini / The Great Houdini
Musik, Liedtexte und Buch von Paul Graham Brown, Deutsch von Moritz Staemmler
Uraufführung 24. Oktober 2014, Theater, Hof, inszeniert von James Edwards Lyons
- 2015: Der Postraub
Musik und Liedtexte von Paul Graham Brown, Buch, Idee und Übersetzung der Liedtexte von Birgit Simmler
Uraufführung 21. August 2015, Schlossfestspiele, Biedenkopf
- 2017: Die Hatzfeldt
Musik von Paul Graham Brown, Buch von von Birgit Simmler
Uraufführung 11. August 2017, Schlossfestspiele Biedenkopf
- 2017: Rasputin
Musik, Liedtexte und Buch von Paul Graham Brown, Deutsch von Moritz Staemmler
Uraufführung 28. Oktober 2017, Theater, Hof
- 2018: Das Dschungelbuch
Familienmusical nach dem Roman von Rudyard Kipling
Musik und Liedtexte von Paul Graham Brown, Buch und Übersetzung der Liedtexte von Birgit Simmler
Uraufführung 5. Juni 2018, Luisenburg-Festspiele, Wunsiedel
- 2019: Zucker
Musik und Liedtexte von Paul Graham Brown, Buch von Birgit Simmler
Uraufführung: 16. August 2019, Luisenburg-Festspiele, Wunsiedel
- 2021:  Der Stadtbrand
Musik, Liedtexte und Buch von Paul Graham Brown
Uraufführung: 3. September 2021, Schlossfestspiele in Biedenkopf
- 2022: Jugend ohne Gott
Musical nach dem Roman von Ödön von Horváth
Musik, Liedtexte und Buch von Paul Graham Brown, Deutsch von Moritz Staemmler
Uraufführung 4. März 2022, Hessisches Staatstheater, Wiesbaden
- 2023: Vermisst! oder: Was geschah mit Agatha Christie? / The Missing Days of Agatha Christie
Musik und Liedtexte von Paul Graham Brown, Buch und deutsche Fassung von James Edward Lyons
Uraufführung 14. April 2023, Kleines Theater am Südwestkorso, Berlin
- 2023: Zwei Städte / A Tale of Two Cities
Musical nach dem Roman von Charles Dickens
Musik, Liedtexte und Buch von Paul Graham Brown, Deutsch von Moritz Staemmler
Uraufführung 27. Oktober 2023, Theater, Hof
- 2024: Feengeflunker / Fairystories
Ein Musical frei nach der wahren Geschichte der Cottingley Fairies
Musik, Liedtexte und Buch von Paul Graham Brown
Uraufführung 10. April 2024, The Piano: Centre for Music & Arts (Enchanting Productions), Christchurch, Neuseeland

## Auszeichnungen
- 2007: Frank Wildhorn Award for Musical Theatre für Show Dogs!